# Flughafenkoordination Deutschland GmbH
Die Flughafenkoordination Deutschland GmbH (Fluko) ist ein deutsches öffentliches Unternehmen mit Sitz in Frankfurt am Main. Es ist im vollständigen Eigentum des Bundes (vertreten durch das Bundesministerium für Digitales und Verkehr) und zuständig für die Slot-Vergabe, die Flugplanvermittlung und das Slotmonitoring an den 16 Internationalen Flughäfen in Deutschland. Der Bund als Eigentümer wird vertreten durch das Bundesministerium für Digitales und Verkehr (BMDV). Finanziert wird das Unternehmen von den Luftraumnutzern und den Flughäfen.

## Aufgaben
Das Unternehmen koordiniert sämtliche ankommenden und abgehenden Flüge nach Instrumentenflug-Regeln. Es teilt Slots verbindlich zu und vermittelt Flugpläne. Ziel ist eine möglichst effiziente Nutzung der Flughafenkapazitäten. Neben dem Linien- und Charterflugverkehr werden auch die Allgemeine Luftfahrt, der Geschäftsflugverkehr, Privat- und Militärflüge koordiniert. Die Gesellschaft überwacht die koordinierten Flugbewegungen auf Einhaltung der zugewiesenen Slots (Slotmonitoring).

## Rechtsgrundlagen
Das BMDV ist nach § 31a Luftverkehrsgesetz (LuftVG) ermächtigt, durch Rechtsverordnung ohne Zustimmung des Bundesrates natürliche oder juristische Personen des privaten Rechts mit der Wahrnehmung der Flughafenkoordinierung nach Maßgabe des Rechts der Europäischen Union zu beauftragen (Flughafenkoordinator). Von diesem Recht hat das Bundesministerium für Verkehr und digitale Infrastruktur Gebrauch gemacht und mit der Verordnung zur Beauftragung des Flughafenkoordinators FHKBeauftrV die Flughafenkoordination Deutschland GmbH mit der Wahrnehmung der Flughafenkoordinierung gemäß § 27a Abs. 1 Luftverkehrsgesetzes beauftragt. Die wesentliche Grundlage für die Tätigkeit des Flughafenkoordinators ist die Verordnung (EWG) Nr. 95/93 des Rates vom 18. Januar 1993 über gemeinsame Regeln für die Zuweisung von Zeitnischen auf Flughäfen der Gemeinschaft.
Das Unternehmen ist Teil der öffentlichen Verwaltung im Sinne des § 1 Abs. 1 der Verordnung zur Beauftragung des Flughafenkoordinators (FHKBeauftrV) und § 1 Abs. 1 Verwaltungsverfahrensgesetz (VwVfG).